# Lop
Lop, tidigare stavat Lohpu,  är ett härad beläget i södra delen av prefekturen Khotan i den autonoma regionen Xinjiang i nordvästra Kina. Det ligger omkring 980 kilometer sydväst om regionhuvudstaden Ürümqi. År2002 hade häradet 240 000 invånare.
Den buddhistiska klosterstaden Rawaks ruiner (Rewake Fosi yizhi) och gravfältet Shanpula (Shanpula gumuqun) tillfördes 2001 till Folkerepubliken Kinas lista över kulturminnen.